# Escultura al ingeniero Enrique Lafuente

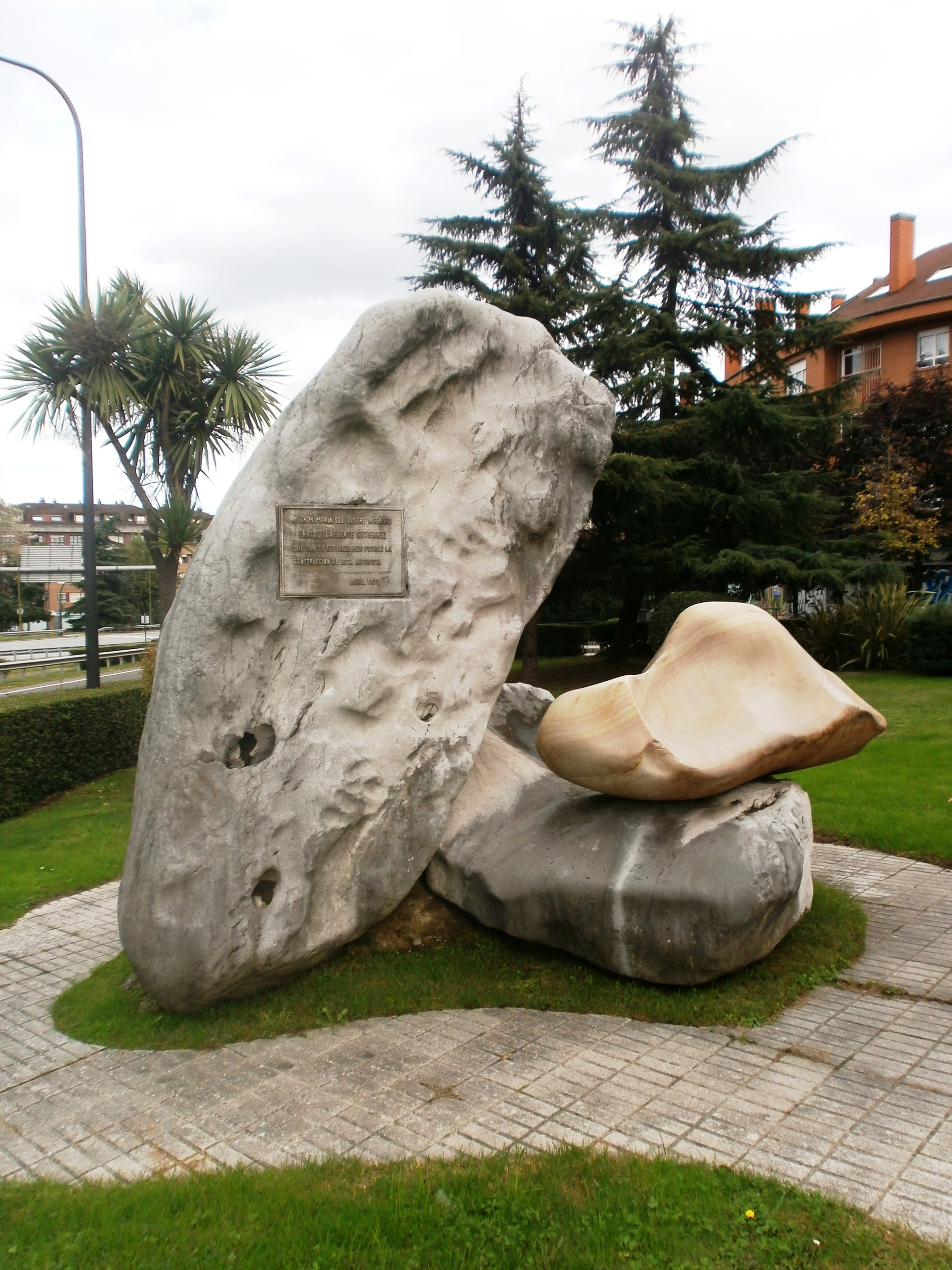

La escultura urbana conocida por el nombre Ingeniero Enrique Lafuente, ubicada en un pequeño espacio ajardinado situado junto a la autopista A-8, que une Oviedo con Gijón y Avilés, en la ciudad de Oviedo, Principado de Asturias, España, es una de las más de un centenar que adornan las calles de la mencionada ciudad española.
El paisaje urbano de esta ciudad, se ve adornado por  obras escultóricas, generalmente monumentos conmemorativos dedicados a personajes de especial relevancia en un primer momento, y más puramente artísticas desde finales del siglo XX.
La escultura, es un gran e irregular bloque de piedra, con una placa de metal aproximadamente en el centro. No hay datos sobre su autoría ni de su fecha de inauguración. Aunque se sabe que con esta obra el Ayuntamiento homenajea  al ingeniero Enrique Lafuente Gutiérrez, cuyo esfuerzo facilitó la construcción de la conocida también como autopista “Y”.